# Coulommiers, Seine-et-Marne
Coulommiers este o comună franceză situată în departamentul Seine-et-Marne, în regiunea Île-de-France.

## Geografie

### Localizare
Situat în inima regiunii Brie și pe malurile râului Grand Morin, Coulommiers se află la 60 de kilometri est de Paris, la 20 de kilometri de autostrada A4 și de orașul nou Marne-la-Vallée (Disneyland Paris, Val d'Europe) și la 35 de kilometri de autostrada A5.

### Comune limitrofe
| Mouroux          | Aulnoy           | Boissy-le-Châtel |
|                  |                  |                  |
| Beautheil-Saints | Beautheil-Saints | Chailly-en-Brie  |

### Hidrografie

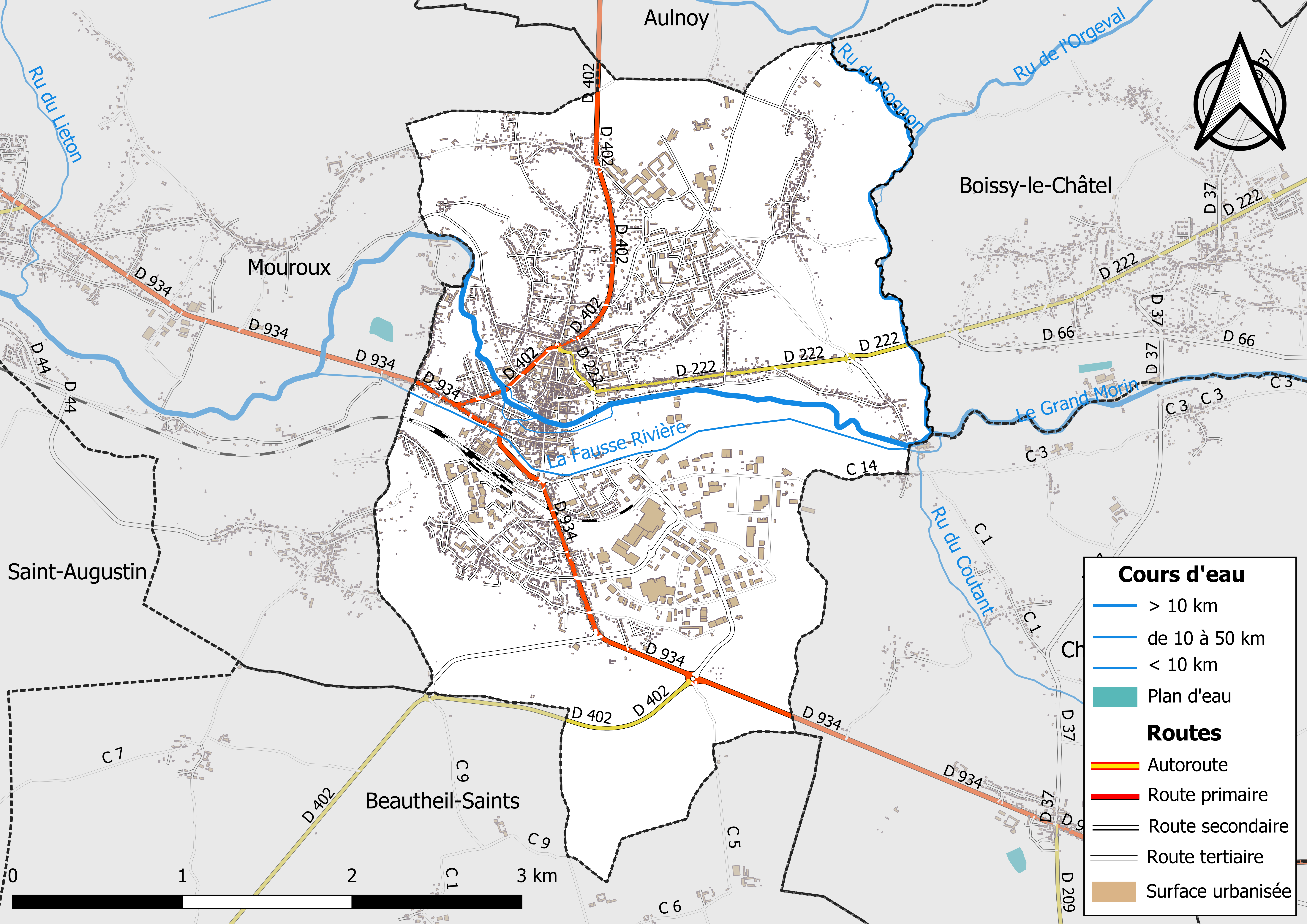
Hartă a rețelelor hidrografice și rutiere din Coulommiers.

Sistemul hidrografic al comunei este alcătuit din opt cursuri de apă înregistrate:
- Râul Grand Morin, cu o lungime de 118,16 km[4], afluent pe malul stâng al Marnei, precum și:
  - un braț de 0,34 km[5] ;
  - un braț de 0,33 km[6] ;
  - un braț de 0,38 km[7] ;
  - Fausse Rivière, canal de 4,04 km[8], afluent al râului Grand Morin ;
  - Râul Orgeval (sau râul Avenelles), cu o lungime de 12,81 km[9], afluent al râului Grand Morin ;
    - Râul Rognon, cu o lungime de 13,15 km[10], afluent al râului Orgeval, precum și:
      - un braț de 0,17 km[11].

Lungimea totală a cursurilor de apă din comună este de 10,44 km.

### Climă
În 2010, clima comunei este de tip oceanic degradat al câmpiilor din Centru și Nord, conform unui studiu al Centrului Național de Cercetare Științifică (CNRS) bazat pe o serie de date care acoperă perioada 1971-2000. În 2020, Météo-France publică o tipologie a climei Franței metropolitane, în care comuna este expusă unei clime oceanice alterate și se află în regiunea climatică Nord-Est a bazinului Parisian, caracterizată printr-un nivel redus de însorire, precipitații medii distribuite regulat pe parcursul anului și ierni reci (3 °C).
Pentru perioada 1971-2000, temperatura anuală medie este de 10,6 °C, cu o amplitudine termică anuală de 15,2 °C. Cumulul anual mediu de precipitații este de 734 mm, cu 11,9 zile de precipitații în ianuarie și 8 zile în iulie. Pentru perioada 1991-2020, temperatura medie anuală observată la stația meteorologică Météo-France cea mai apropiată, situată în comuna Mouroux la 4 km distanță, este de 11,6 °C, iar cumulul anual mediu de precipitații este de 594,8 mm.
Pentru viitor, parametrii climatici estimati pentru comună pentru anul 2050, conform diferitelor scenarii de emisii de gaze cu efect de seră, pot fi consultati pe un site dedicat publicat de Météo-France în noiembrie 2022.

## Urbanism

### Tipologie
La 1 ianuarie 2024, Coulommiers este categorisată ca centrul urban intermediar, conform noii grile comunale de densitate cu șapte nivele definită de INSEE (Institutul Național de Statistică și Studii Economice) în 2022. Ea face parte din unitatea urbană Coulommiers, o aglomerație intradepartamentală care cuprinde șase comune, dintre care este orașul central. În plus, comuna face parte din aria metropolitană a Parisului, fiind una dintre comunele de la periferie, această zonă reunind 1.929 de comune.

### Ocuparea terenurilor
Teritoriul comunei era compus, în 2017, din 45,35 % spații agricole, forestiere și naturale, 18,32 % spații deschise artificializate și 36,32 % spații construite artificializate.

## Toponimie
Orașul își datorează numele din limba latină - columba („porumbel”). Romanii i-ar fi dat numele de Columbarium, care înseamnă „columbărie”.
Numele orașului a dat și numele brânzei coulommiers, un tip de brânză din Brie pe care orașul o produce tradițional.

## Istorie

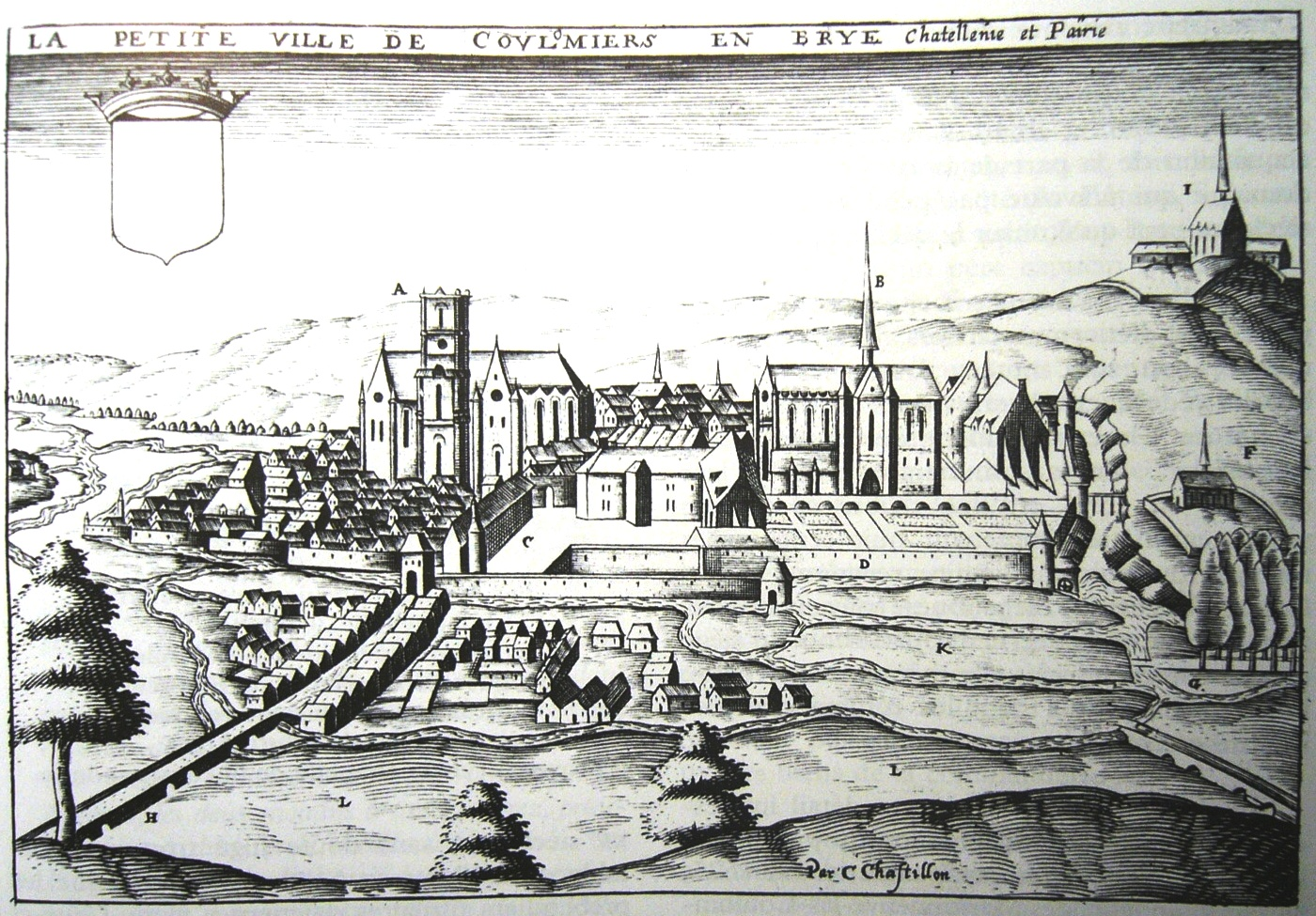
Coulommiers - Gravură de Chastillon din jurul anului 1600

De origine galo-romană, Coulommiers a fost reunificată de aproape zece ori cu domeniul regal. Istoria sa este la fel de surprinzătoare pe cât este de tumultuoasă. Vechea sa fortificație și castelul au fost reconstruite de Clovis I; în 1612, Catherine de Gonzague a construit un palat aici. Ernest Dessaint, primar al Coulommiers (1923), explica astfel: „Originea orașului nostru a făcut întotdeauna obiectul unor controverse pasionate din partea diferiților autori care s-au ocupat de istoria noastră locală”. Unii, precum doctorul Pascal, în lucrarea sa intitulată Istoria Seine-et-Marne, Achille Viré și Anatole Dauvergne, în studiile lor despre oraș, refuză să-i acorde o origine anterioară cuceririi Galiei de către Iulius Cezar. Alții, dimpotrivă, Michelin, în Istoria departamentului Seine-et-Marne, și Martial Cordier, în Istoria manuscrisă a Coulommiers, susțin că orașul exista la momentul trecerii lui Cezar și al legiunilor sale prin Brie, iar Cordier afirmă chiar că numele i-a fost dat de trupele cuceritorului care, aflate în trecere aici, au denumit-o Castrum Columbarium (castelul columbăriei), o turn cu cuiburi de porumbei, de unde, ulterior, au derivat Colombarius, Collomiers și Coulommiers.
Martial Cordier, care, în calitatea sa de arhivist al contelui de Montesquiou-Fezenzac, ultimul stăpân al orașului, a avut în posesie documente care au fost distruse sau dispersate în timpul Revoluției, admite ipoteza unei fortificații construite sub împăratul Antonin. El își susține opinia pe baza unei inscripții gravate pe un pietroi de demolare al porții care închidea partea sudică la acea vreme, sau a unei simple așezări fortificate pe insula formată de râul Grand Morin și brațul Religioaselor. În acea perioadă, Coulommiers era doar în primele etape ale dezvoltării sale. Inscripția C. M. V. I. se traduce astfel: „Antonius Imperator Romanorum edificavit 906, construită de Antonin, împăratul romanilor în 906”, dată de la fondarea Romei și corespunde astfel anului 155 al erei creștine.
A doua fortificație, care ar fi datorată lui Clovis I, este tot atât de problematică. De altfel, până la stăpânirea sa de către contii de Champagne și Brie în 920, trecutul orașului este complet necunoscut. Începând din această perioadă, dimpotrivă, istoria înregistrează modificările succesive prin care a trecut și care, prin adăugiri succesive, au transformat-o, de-a lungul secolelor, într-o subprefectură cochetă din Seine-et-Marne, care a rămas astfel până în 1926. Theobald I, în 1080, a înființat un priorat care a avut un moment de celebritate, deoarece Juvénal des Ursins au fost priorii acestuia, iar acest priorat a avut, în special, ca rezultat fericit extinderea orașului înspre est. Acest priorat ocupa întreaga zonă cunoscută sub numele de Montcel, locul în care se află astăzi palatul de justiție, garda națională, fostul subprefectură și piața Beaurepaire. Un secol mai târziu, în 1172, Theobald II extindea, la rândul său, limitele domeniului său în partea sudică, săpând un canal care a fost numit brasset des Tanneurs, după numele meșteșugarilor care își instalaseră industria pe malurile sale. Această industrie urma să se extindă semnificativ și să constituie, timp de aproape șapte secole, singura bogăție comercială a regiunii. În document se menționează, printre altele: „și se știe că eu sau alții dintre oamenii mei vor alege în fiecare an XIII oameni buni din comuna Collomiers și acești XIII vor alege un șef dintre ei în fiecare an”.

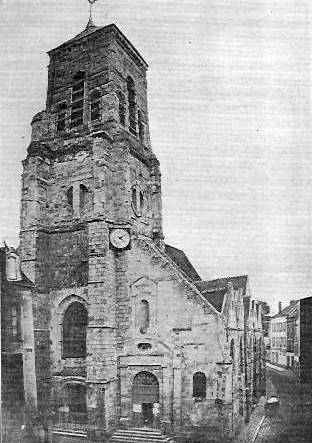
Fosta biserică Saint-Denys (dărâmată în 1968) în 1880.

Beneficiile unei liniști relative și prosperitatea indiscutabilă de care a profitat în timpul stăpânirii sale de către conții de Champagne și Brie au fost, din păcate, anihilate de Războiul de 100 de Ani, perioadă în care a fost recucerită de englezi.
Succesiunea feudală a Coulommiers devine eratică în secolele XIV și XV, dar domnii de Coulommiers, chiar dacă nu sunt chiar regele însuși în timpul numeroaselor reuniuni la Curtea Coroanei, provin foarte des din căsătoria Ioanei de Champagne-Navarra cu Filip al IV-lea cel Frumos: în special din familia Navarre-Evreux și descendenții lor, Armagnac-Nemours (în calitate de duci de Nemours, ducat la care Coulommiers era atașat); familia Foix-Lautrec; familia Nevers. La moartea soțului ei, ucis de un foc de archebuză în timp ce intra în Doullens, pe 20 aprilie 1595, ducesa de Longueville (Catherine, doamnă de Coulommiers, din familia Nevers-Clèves-Gonzague) a început construirea castelului ale cărui ruine le vedem și astăzi și din care au rămas cele două pavilioane de pază care precedă podul mobil. Între 1654 și 1663, fiul ei, ducele Henri II de Longueville, a fost duce de Coulommiers. După ultima descendentă a familiei Orléans-Longueville, Marie de Nemours (nepoata lui Catherine de Nevers și fiica ducelui Henri II), succesiunea a trecut, prin verișorul său Louis-Henri de Bourbon-Soissons (care nu era descendent din Catherine de Nevers, dar era urmaș al familiei Navarre-Evreux), la familia d'Albert de Luynes. În 1777, Marie-Charles-Louis duce de Luynes a vândut Coulommiers familiei Montesquiou-Fezensac, care deja deținea Mauperthuis de la începutul secolului XVIII (Pierre de Montesquiou, tatăl lui Anne-Pierre), și Touquin din 1773.
În timpul campaniei din Franța din 1814, orașul a fost ocupat de trupele ruse.
În timpul războiului franco-german din 1870, orașul a fost ocupat de germani.
Pe 4 septembrie 1914, în timpul Primului Război Mondial, armata britanică, aflată în retragere, abandonează orașul, care este ocupat a doua zi de trupele germane care îl jefuiesc și pleacă pe 7 septembrie, alungate de aceleași trupe britanice.
Pe 10 septembrie 1926, arondismentul Coulommiers a fost desființat în urma decretului Poincaré. Coulommiers a devenit reședință de arondisment fără a fi fost anterior reședință de district.
Orașul a fost ocupat de germani în 1940, dar rezistența din Seine-et-Marne s-a organizat în rețele, cum ar fi rețeaua „Hector” a spitalului din Coulommiers, la care a participat medicul Joseph Brau, sau rețeaua lui Pierre Georges, cunoscut sub numele de colonelul Fabien. Coulommiers a fost eliberat pe 27 august 1944 de armata americană a generalului Patton; o piață din oraș, unde se află un monument dedicat celor căzuți în cele două războaie mondiale, poartă numele de piața 27-August în amintirea acestui eveniment.

## Populația și societatea

### Date demografice
Evoluția numărului de locuitori este cunoscută prin recensămintele populației efectuate în comună începând din 1793. Pentru comunele cu mai puțin de 10 000 de locuitori, un recensământ al întregii populații este realizat la fiecare cinci ani, populațiile legale pentru anii intermediari fiind estimate prin interpolare sau extrapolare.
În 2022, comuna număra 15 696 locuitori, în creștere cu +5,01 % față de 2016 (Seine-et-Marne: +3,92 %, Franța fără Mayotte: +2,11 %).
| An        | 1793  | 1806  | 1841  | 1861  | 1876  | 1886  | 1901  | 1921  | 1936  | 1962  | 1982   | 2006   | 2014   | 2022   |
| --------- | ----- | ----- | ----- | ----- | ----- | ----- | ----- | ----- | ----- | ----- | ------ | ------ | ------ | ------ |
| Populație | 3 600 | 3 413 | 3 658 | 4 628 | 5 240 | 6 218 | 6 505 | 6 129 | 7 510 | 9 502 | 11 886 | 13 836 | 14 889 | 15 696 |

## Cultură locală și patrimoniu

### Locuri și monumente

#### Patrimoniul religios
Biserica Saint-Denys-Sainte-Foy, de stil neoroman, este situată la începutul străzii Rebais. Construită după planurile arhitectului Ernest Brunet, a fost sfințită de episcopul de Meaux pe 16 iulie 1911. Construirea acesteia a fost decisă de către municipalitate pentru a înlocui vechea biserică Saint-Denys, un edificiu roman din secolul al XII-lea care, din cauza întreținerii precare, amenința să se prăbușească: devenind periculoasă, aceasta a fost demolată în 1968. Noua biserică este construită pe un plan în formă de cruce latină, având o navă cu o lungime de 47,30 metri și o lățime de 10 metri între coloanele navei principale, care este înconjurată de laterale. Feroneriile mari, de formă semicirculară, sunt decorate cu vitralii, compoziții moderne în care sunt inserate fragmente din vitraliile vechii biserici Saint-Denys. Un turn-lanternă acoperă intersecția transeptului, având o înălțime de 22 metri. Fațada bisericii este dominată de un turn cu un vârf octogonal din piatră. Crucea aflată în vârful său ajunge la o înălțime de 50 de metri. Turnul adăpostește un clopot de 1.500 de kilograme, botezat „Louise-Élizabeth”: acesta a fost transferat din vechea biserică Saint-Denys în 1911.
Și prima piatră a bisericii Capucinilor a fost pusă pe 19 aprilie 1617, în prezența Catherinei de Gonzague, ducesă de Longueville, dar consacrarea sa a avut loc abia pe 13 iulie 1625. Biserica constă dintr-o navă unică, boltită cu lămpi acoperite cu tencuială, și este iluminată pe fiecare parte de patru ferestre semicirculare, iar un oculus se deschide la vest. Lungimea totală a sanctuarului este de 33 de metri, iar înălțimea sub boltă ajunge la 16 metri. O grotă artificială, sau capelă inferioară, este celebră pentru sculpturile sale care reprezintă cochilii. Fosta biserică Notre-Dame des Anges, din parcul Capucinilor, adăpostește acum colecțiile arheologice ale muzeului municipal din Coulommiers.

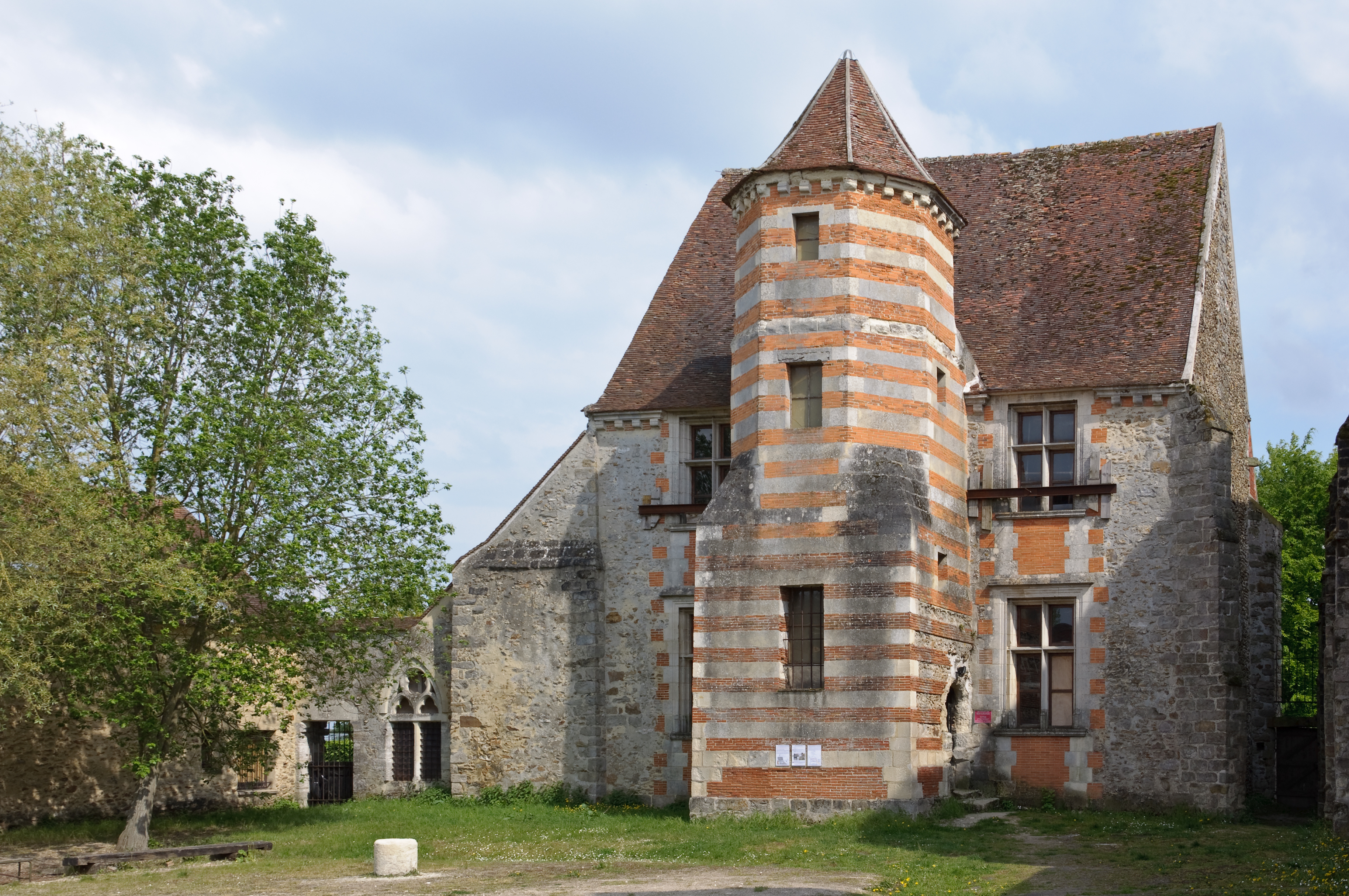
Commanderia Coulommiers : reședința comandantului.

Commanderia Templierilor a fost construită începând cu 1173, în urma unei donații a contelui Henric, palatin de Troyes. Avariată în perioada revoluționară, vândută ca bun național în 1791, aceasta a fost transformată într-o exploatare agricolă de către proprietarul de atunci, fermierul Pierre Josse. Ea a păstrat această destinație timp de mai bine de un secol și jumătate, sub denumirea de „Ferma Spitalului”, în referire la Ospitalieri. Salvată de la demolare în 1966 datorită multiplelor petiții împotriva primarului de atunci, domnul Daniel Tourneur, care dorea să dărâme comanderia pentru a construi locuințe sociale, o campanie de restaurare a transformat-o acum într-una dintre cele mai bine conservate locații templiere din nordul Franței. Aici pot fi văzute o magazie pentru zeciuială, un porumbar, locuința comandorului, capela Sainte-Anne, sala capitulului și pivnița, precum și un jardin inspirat din Evul Mediu cu o suprafață de 4.000 m². Locația a fost clasată Monument Istoric din 1994. Commanderia Bibartaut era situată în apropiere.
Templul Bisericii Reformată, pe strada Patras, a fost construit în 1966.
Biserica Notre-Dame-de-Toute-Joie a fost construită în cartierul Templierilor (Ville-Haute) în secolul XX.

#### Patrimoniul civil
Parcul Capucins este cel mai faimos parc public din oraș. Este unul dintre cele mai frumoase parcuri florale din Île-de-France. Castelul fortificat a jucat un rol important în timpul războaielor din timpul Războiului de o Sută de Ani și al războaielor religioase. Castelul a fost reconstruit în secolul XVII de către Catherine de Gonzague, ducesă de Longueville. Contractul de zidărie pentru reconstrucția castelului a fost semnat pe 3 ianuarie 1613, conform desenelor lui Salomon de Brosse și a fost distrus în secolul XVIII de către ducele de Luynes. Singurele elemente care au rămas sunt pavilionurile gardienilor construite conform planurilor lui François Mansart și o parte din aripa castelului. În parc, capela Capucins (în interiorul bisericii Notre-Dame-des-Anges), construită în același timp cu castelul, poate că de către Charles du Ry, care este menționat în conturile de construcție ale conventului, adăpostește Muzeul Municipal, unde sunt expuse colecții istorice, arheologice și lucrări de artă. Aici se găsesc rămășițele castelului Catherinei de Gonzague, precum și planuri de apă în jurul fostelor șanțuri și câteva specii rare de plante. Parcul a fost sever afectat în timpul furtunilor din 1999.
Teatrul în stil italian, conceput la începutul secolului XX, este opera arhitecților parizieni Charles Duval și Camille Robida (1880-1938). Fațada sa monumentală, realizată din piatră de talie, este străbătută de o vitraliu și surmontată de un fronton de inspirație barocă. Pe fronton este gravată data 1904. Teatrul își păstrează încă mecanismele originale. Este înscris ca monument istoric din 1994.
Numele Halei Brânzeturilor provine de la piețele care se desfășurau aici, dedicate în principal brânzeturilor din regiunea Brie, inclusiv Coulommiers. Construirea acestui edificiu a fost decisă de municipalitate la 24 iunie 1887. În 1960, o campanie de restaurare a adăugat pereți din beton pentru a proteja comercianții de vânt și frig. În 1999, s-a hotărât eliminarea acestei adăugiri, foarte criticată, și readucerea halei la aspectul său original.
Fosta închisoare, reprezentativă pentru secolul al XIX-lea, a fost construită începând cu 1851, după planurile arhitectului departamentului Seine-et-Marne, Ernest Mangeon. A fost ridicată pe locul fostului priorat Sainte-Foy, fondat în secolul al XII-lea. Structura sa se inspiră din închisorile din Meaux și Fontainebleau, realizate de același arhitect. Închisoarea avea cinci niveluri și cuprindea treizeci și trei de celule individuale, dintre care trei erau destinate pedepselor severe. În timpul celui de-Al Doilea Război Mondial, a fost utilizată de ocupanți ca loc de detenție pentru membrii Rezistenței, apoi a servit drept închisoare până în 1958 și casă de corecție până în 1969. După ce a fost dezafectată, clădirile au fost folosite pentru filmarea mai multor filme și seriale de televiziune, înainte ca Ministerul Justiției să decidă vânzarea ansamblului în 1978. Municipalitatea și-a exercitat dreptul de preempțiune și a achiziționat fosta închisoare pentru suma de 180.000 de franci. Situată în inima orașului, pe o insulă delimitată de bratul Religieuses și râul Grand Morin, clădirea a fost recent transformată în bibliotecă municipală.
Situată în apropierea Palatului de Justiție, casa Valentin de Boulogne este locul natal al pictorului Valentin de Boulogne (1591-1634), renumit în secolul al XVII-lea pentru măiestria sa în tehnica clarobscurului și pentru reprezentările scenelor din viața cotidiană. Grădina casei Bailli Huvier este o grădină ornamentală datând din 1750, comandată de Jean-Antoine Huvier du Mée, ultimul magistrat al orașului Coulommiers.

#### Monumente dispărute
De-a lungul istoriei sale, orașul a pierdut prin distrugere un număr important de monumente ale patrimoniului. Nicio distrugere nu a fost cauzată de războaiele mondiale.
- Cazarma Beaurepaire, situată pe locul actualei clădiri a jandarmeriei.
- Biserica Saint-Denys, demolată în 1968.
- Mănăstirea Sainte-Foy, demolată în timpul Revoluției.
- Hala vițeilor, care se afla pe actuala Piață 27-August.
- Castelul ducesei de Longueville, demontat înainte de a fi finalizat.
- Statuia lui Nicolas-Joseph Beaurepaire (1740-1792), realizată de Maximilien Louis Bourgeois (1839-1901), a dispărut în timpul celui de-Al Doilea Război Mondial. O altă copie a aceleiași lucrări, realizată de același artist, se află la Angers, pe podul Verdun.

### Personalități
- André Dhôtel (1900-1991), scriitor, câștigător al premiului Femina în 1955 pentru „Le Pays où l'on n'arrive jamais”, a fost profesor de filozofie la liceul Jules-Ferry din Coulommiers (1943-1961).
- Louis de Funès (1914-1983) a fost școlarizat în acest oraș.
- Philippe Bouvard (născut în 1929 în comună), jurnalist, umorist, prezentator de radio și televiziune, scriitor, autor de teatru și dialogist în cinematografie[45].
- André Roussimoff (1946-1993), cunoscut sub numele de „André The Giant”, fost lupător în cadrul World Wrestling Federation, s-a născut în această comună[46].
- Guy Drut (născut în 1950), campion olimpic la 110 metri garduri, deputat RPR și ulterior UMP (1988-2007), primar al orașului Coulommiers (1992-2008), ministru al Tineretului și Sporturilor.
- Luc Besson (născut în 1959), regizor, producător și scenarist francez, fost elev la liceul Jules-Ferry din Coulommiers[47].